# Jean-Claude Mennessier
Jean-Claude Mennessier (Fumay, 10 mei 1935 - 2 maart 1999) was een Belgisch radiopresentator van Franse afkomst. Hij begon in 1952 met presenteren op de INR, de Franstalige afdeling van het NIR, de publieke omroep in België, die later gesplitst werd in de BRT en RTB.
Hij was voornamelijk actief in kinderprogramma's en overwoog, na naturalisatie tot de Belgische nationaliteit, zich kandidaat te stellen als minister voor de jeugd. Hij was tevens een van de pioniers van de inzamelacties voor het goede doel via radio.